# Narcissus abilioi
Narcissus abilioi är en amaryllisväxtart som beskrevs av Francisco Javier Fernández Casas. Narcissus abilioi ingår i släktet narcisser, och familjen amaryllisväxter.
Artens utbredningsområde är Spanien. Inga underarter finns listade i Catalogue of Life.